# Антигва Гватемала
Антигва Гватемала (шп. Antigua Guatemala - Стара Гватемала) је стара престоница гувернера Гватемале. Позната је по својој историјској архитектури стилова шпанског барока и ренесансе, и по рушевинама које су последица 2 земљотреса из 1773. 
По попису из 2007. Антигва Гватемала имала је 34.685 становника.
Антигва се налази у долини Панкој, окружена вулканима Агва, Фуего и Акатенанго, у Департману Сакатепекез (Sacatepéquez) у централној Гватемали. 
Град је од 1979. на листи Светске баштине УНЕСКО. Данас је Антигва туристички центар, познат по школама шпанског језика.

## Историја
Антигву су основали Шпанци 1543. под именом „Сантијаго де лос Кабаљерос де Гватемала“ (Santiago de los Caballeros de Guatemala), са намером да постане трећи главни град колоније Гватемале. Конкистадор Бернал Дијаз дел Кастиљо, стари војник Ернана Кортеса, дуго је овде био гувенер. Трећи најстарији универзитет америчког континента, Универзитет Свети Карло Боромејски (Universidad de San Carlos de Borromeo) основан је у Антигви 1676. Данас је на његовом месту музеј и сала за концерте класичне музике. 
План града је, као и многи колонијални градови Латинске Америке, саграђен по принципу правоугаоне мреже улица око централног трга. 
После катастрофалног земљотреса 1773. шпанске власти су одлучиле да главни град преместе на друго место. Тако су остаци архитектуре остали неизмењени.

## Галерија
- Стара катедрала
- Ла Мерсед
- Лук Свете Каталине
- Поглед на град
- Улица у Антигви
- Црква Светог Антонија
- рушевине
- Стара Национална палата
- Катедрала ноћу